# Ниси-Синдзюку
Ниси-Синдзюку (яп. 西新宿 Западная новая гостиница) — центральный деловой квартал района Синдзюку, города Токио и страны Япония, расположен в районе Синдзюку. Ниси-Синдюку самый большой квартал небоскребов в Японии. Этот квартал ранее назывался Цунохадзу (角筈).

Небоскрёбы квартала Ниси-Синдзюку, район Синдзюку

Ниси-Синдзюку был первым крупным кварталом Токио в котором началось строительство небоскребов с появлением в 1971 году первого небоскрёба в Ниси-Синдюку Keio Plaza Hotel. В квартале расположено здание, штаб-квартиры Токийского столичного правительства.

## Экономика
Livedoor имеет свою штаб-квартиру в здании Sumitomo Fudosan Nishishinjuku Building (яп. 住友不動産西新宿ビル 'Sumitomo Fudōsan Nishi-Shinjuku Biru'). H.I.S. (travel agency) имеет свою штаб-квартиру в Oak Tower. Seiko Epson Токийский офис находится в здании Shinjuku NS Building. Capcom Токийский офис расположены в здании Здание Синдзюку Мицуи и штаб-квартира Keihin Corporation находится в здании Shinjuku Nomura Building. Taisei Corporation также имеет свою штаб-квартиру в этом Квартале.

## Небоскребы в Ниси-Синдюку

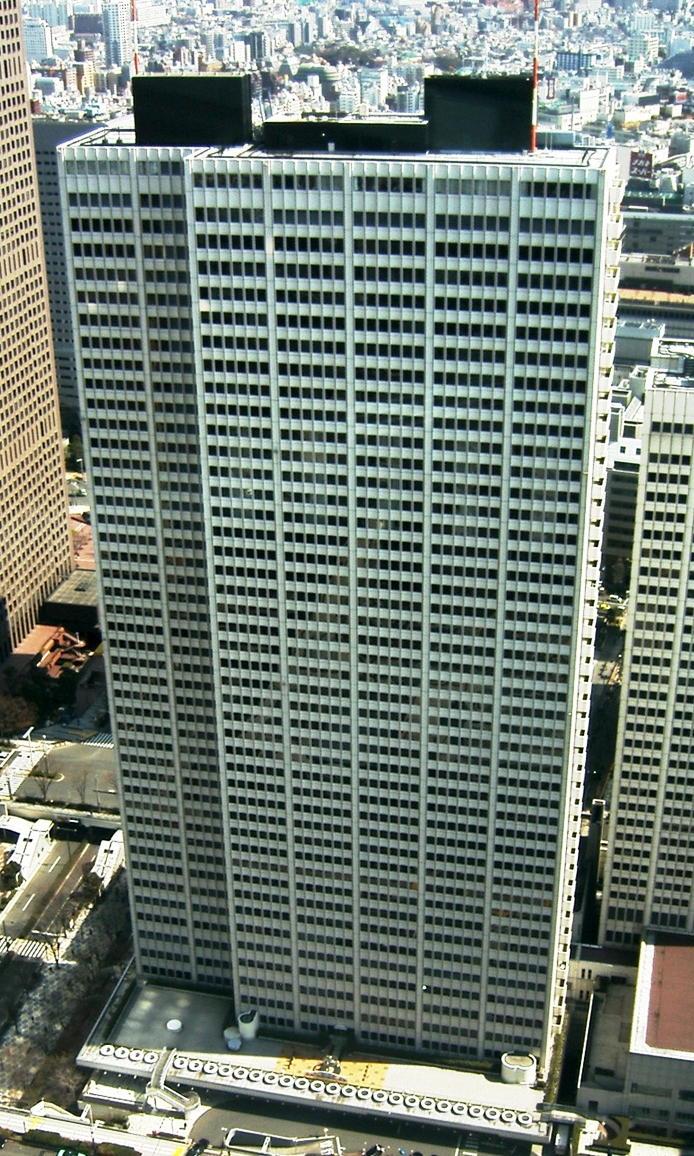
Keio Plaza Hotel[англ.] (Северная башня) (1971)
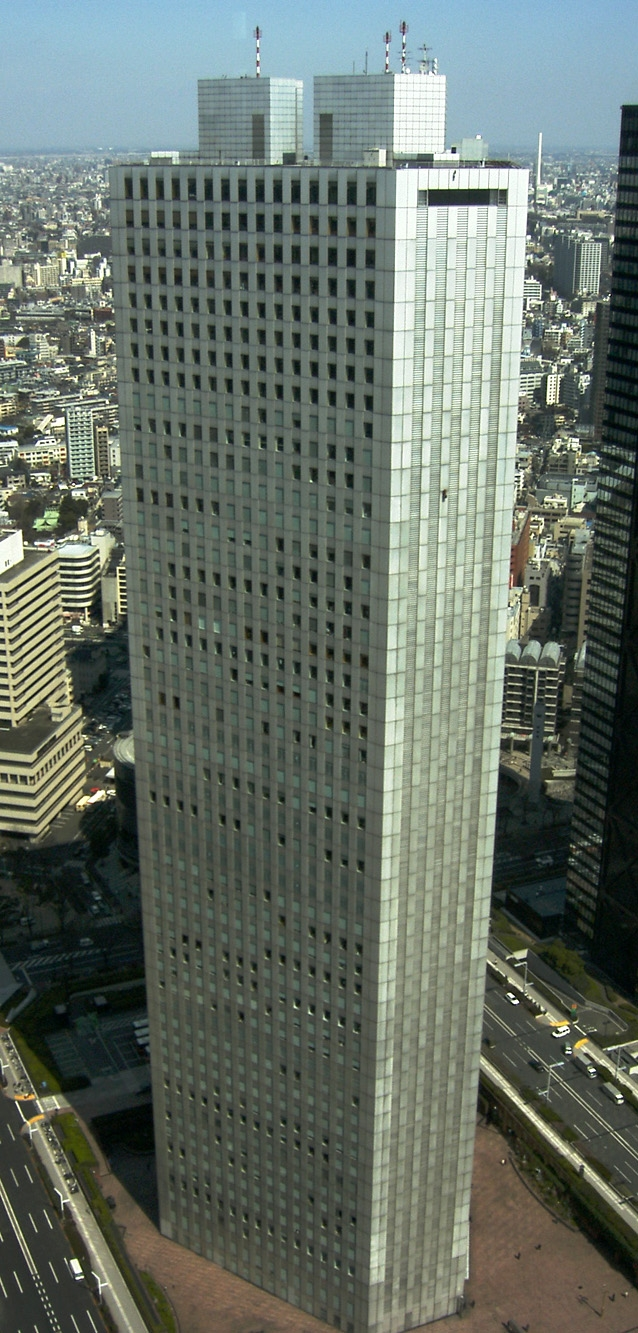
Shinjuku Sumitomo Building[англ.] (1974)
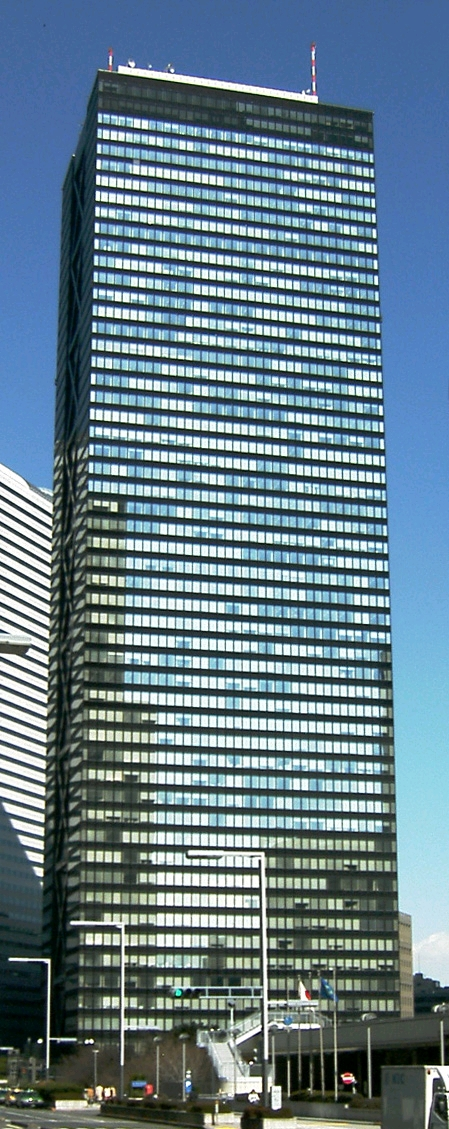
Здание Синдзюку Мицуи (1974)
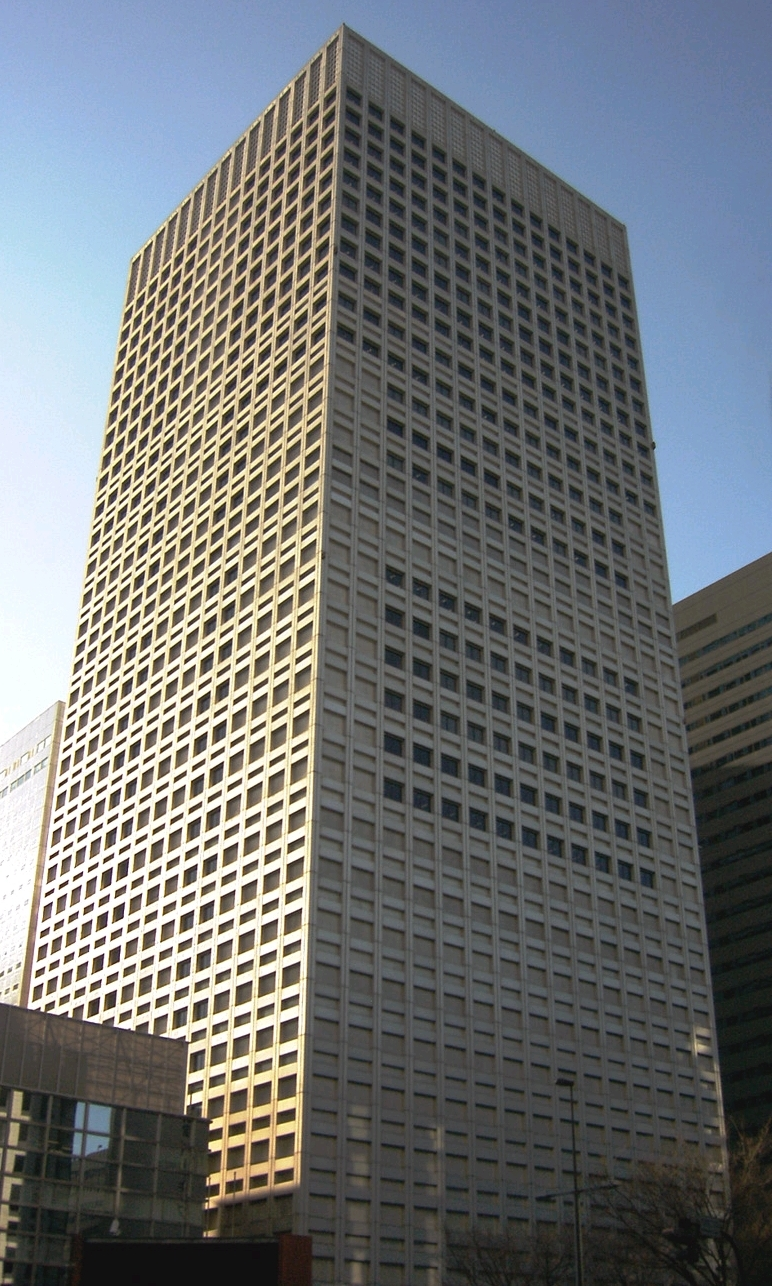
Shinjuku KDDI Building (1974) (ex-KDD Honsha Building)
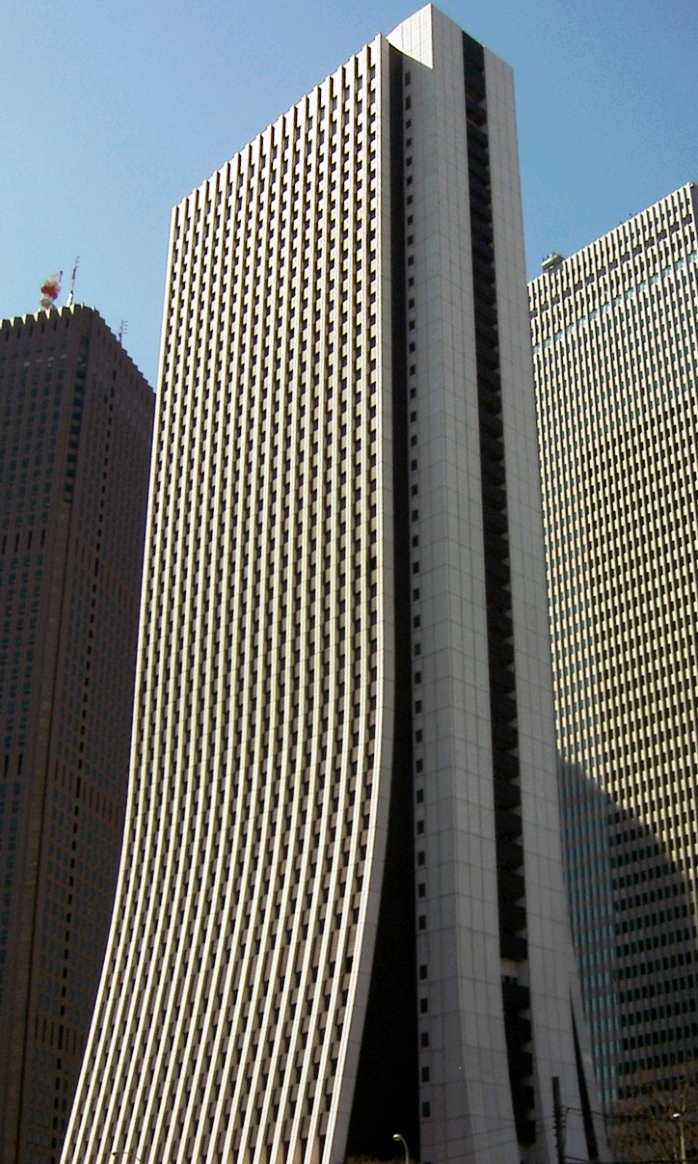
Sompo Japan Building[англ.] (1976) (ex-Yasuda Kasai Kaijo Building)
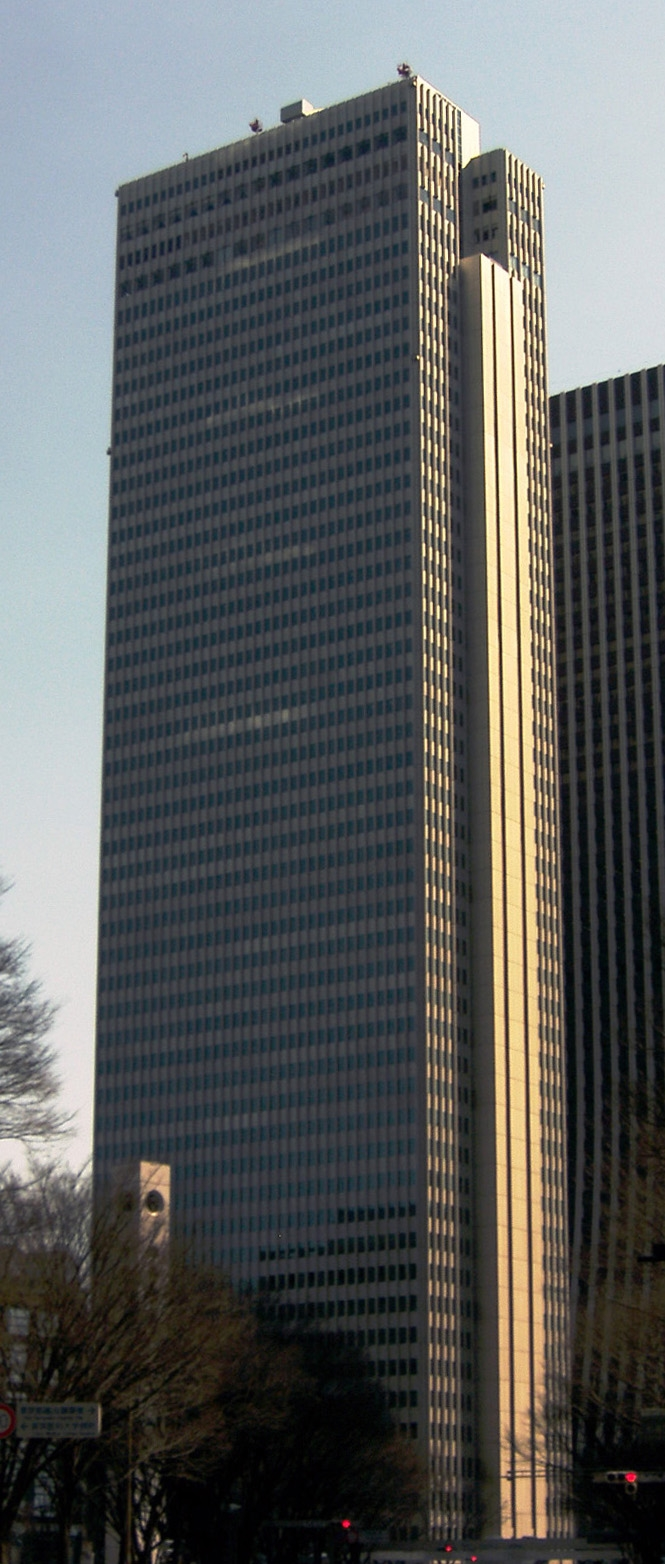
Shinjuku Nomura Building[англ.] (1978)
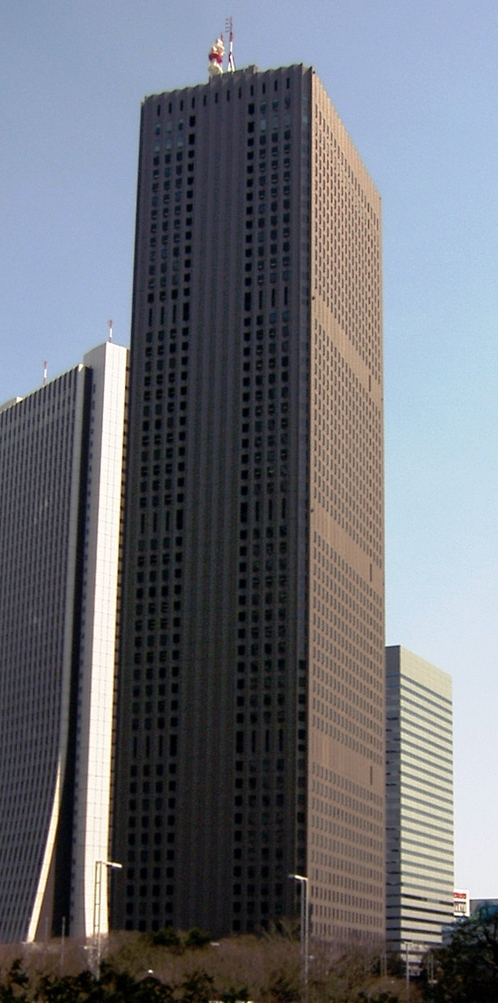
Shinjuku Center Building (1979)

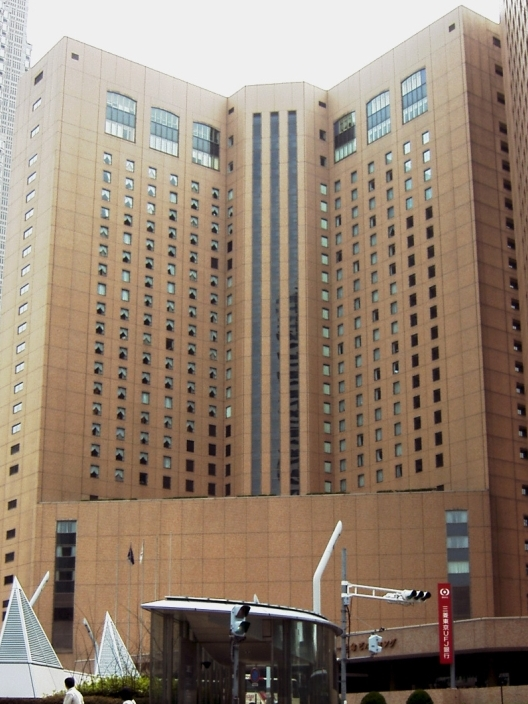
Century Hyatt Tokyo (1980)
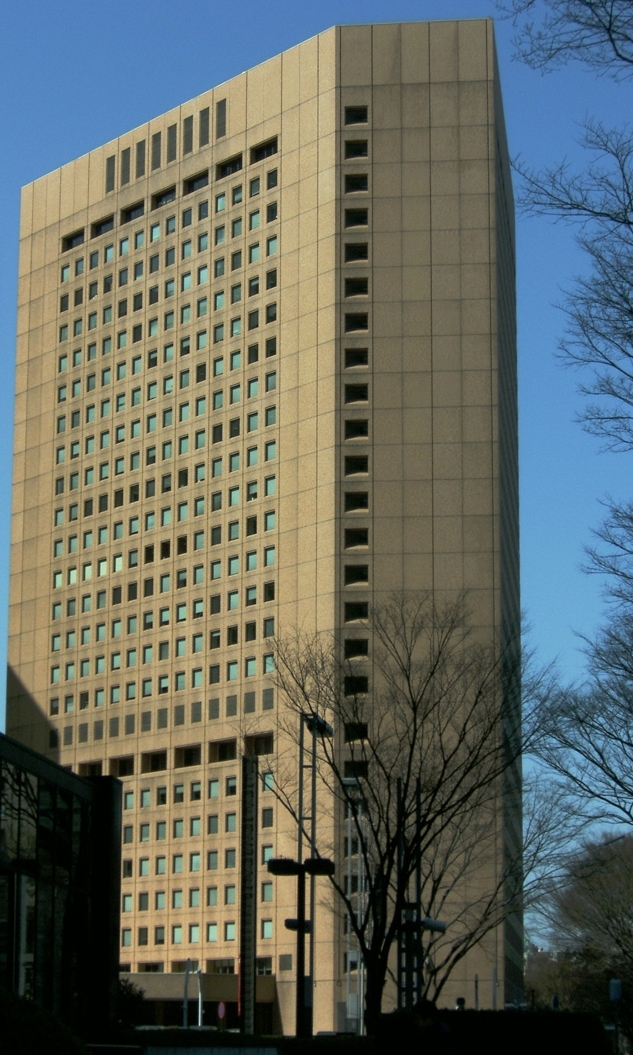
Shinjuku Dai-ichi-seimei Building (1980)
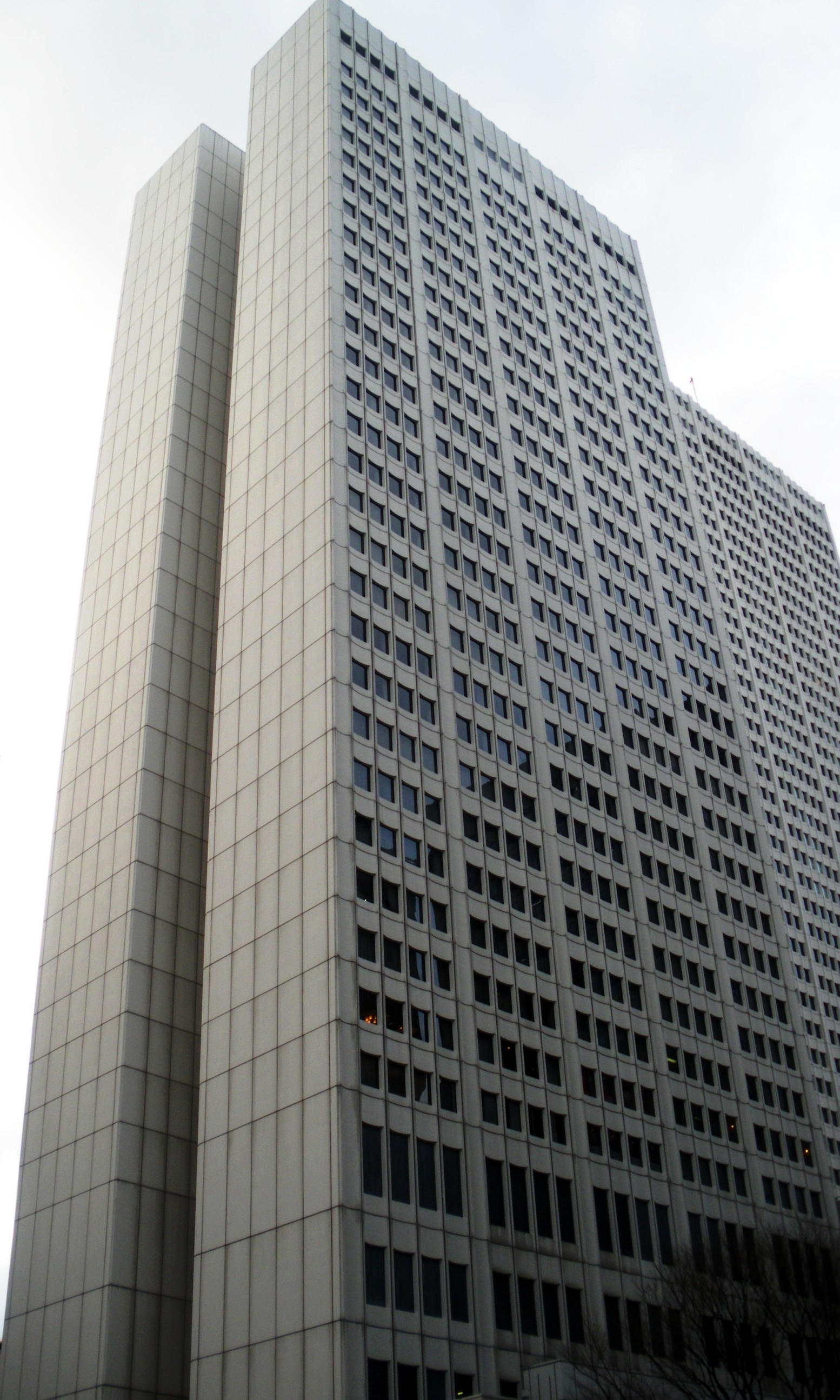
South Tower, Keio Plaza Hotel (1980)
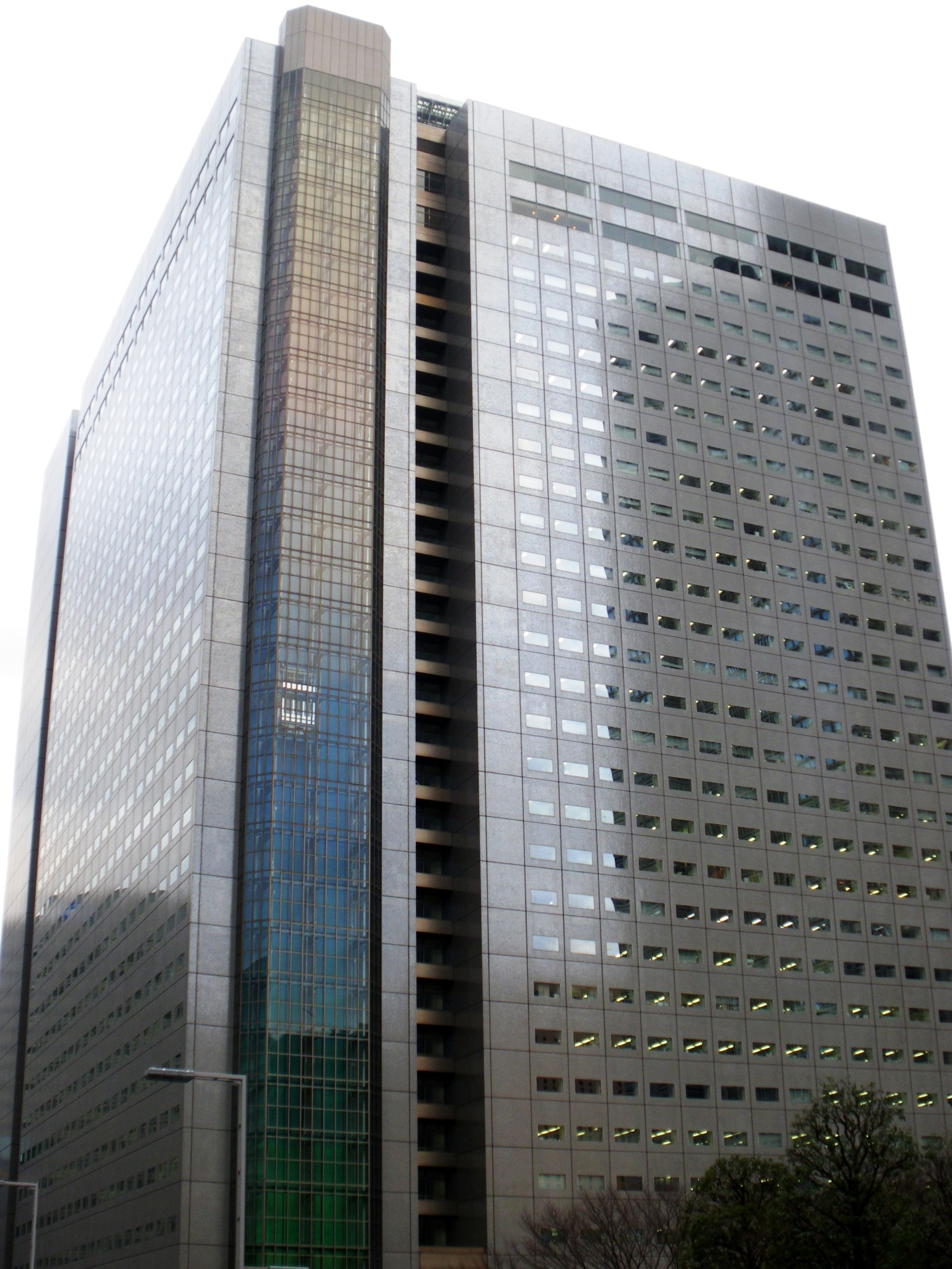
Shinjuku NS Building (1982)
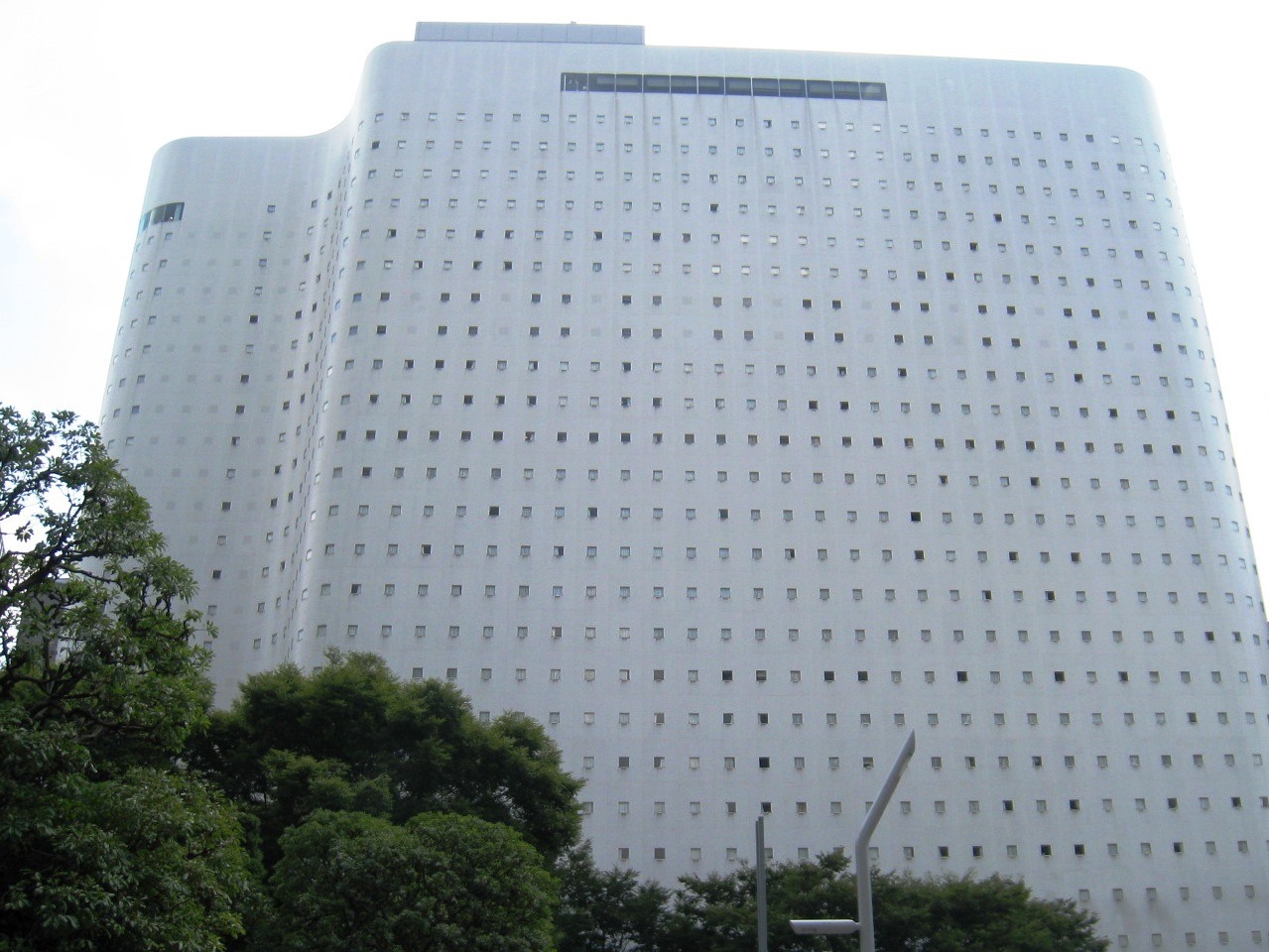
Shinjuku Washington Hotel (1983)
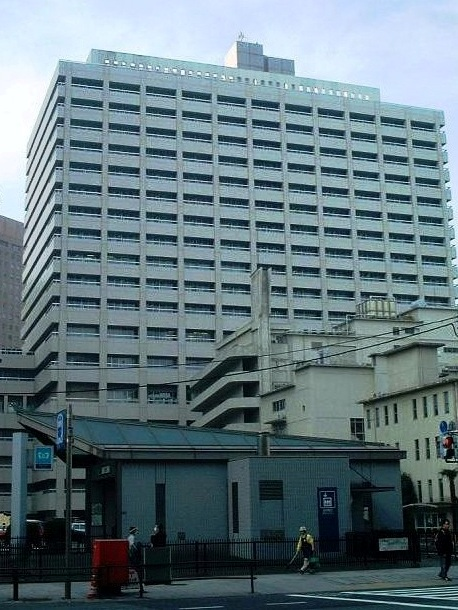
Tokyo Medical University Hospital (1986)
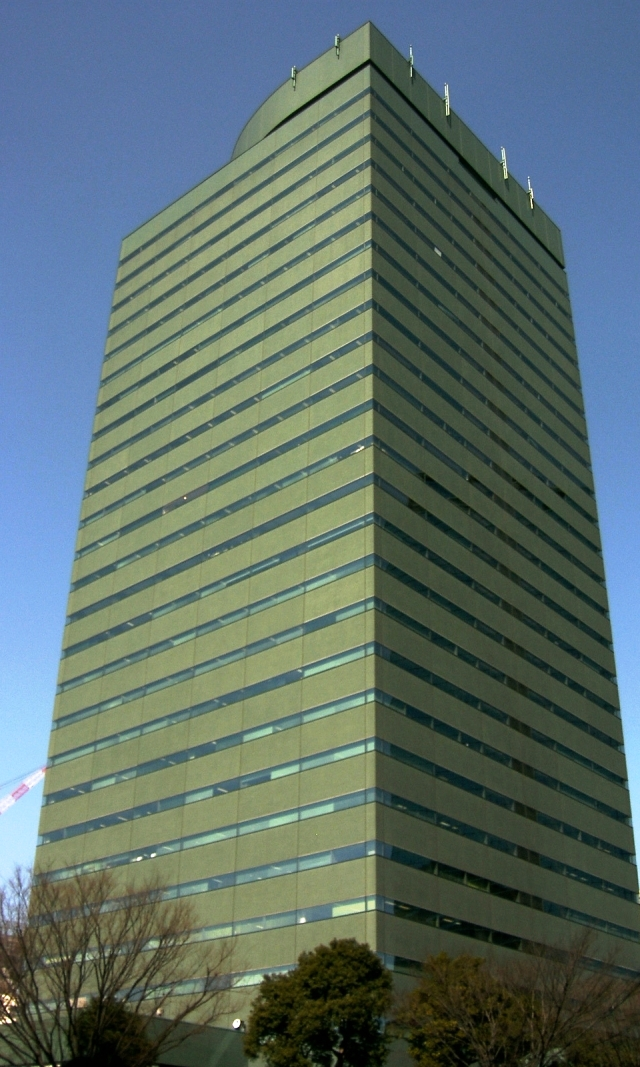
Shinjuku Green Tower (1986)
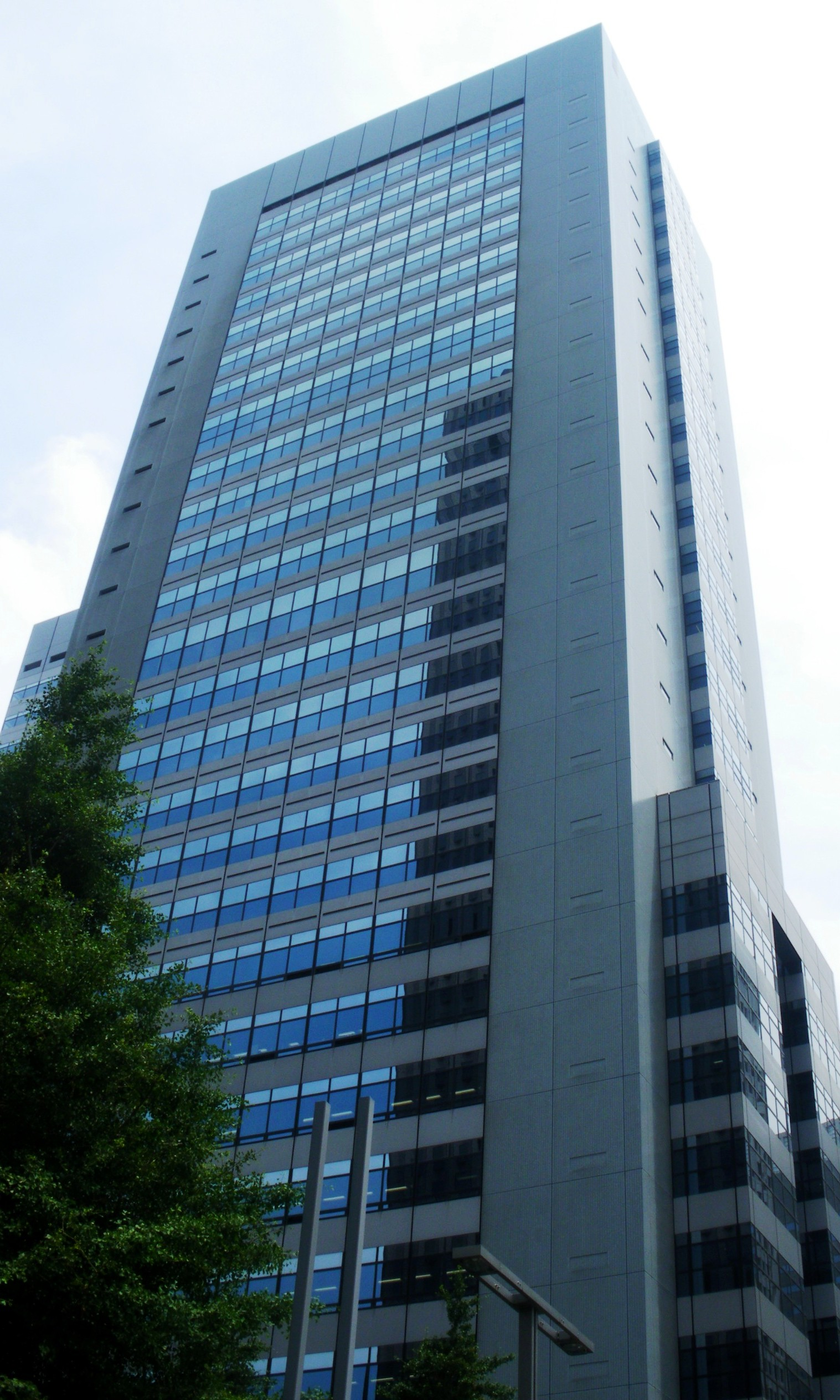
Kougakuin University S-Tec Building (1989)

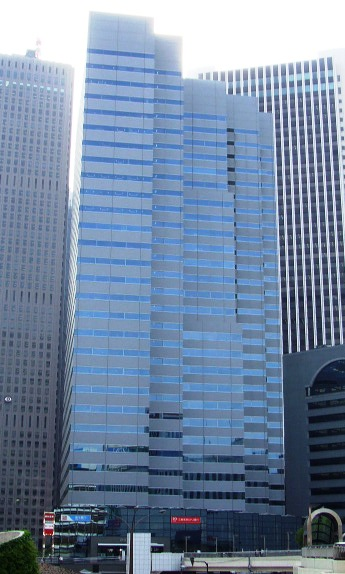
Shinjuku L Tower (1990)
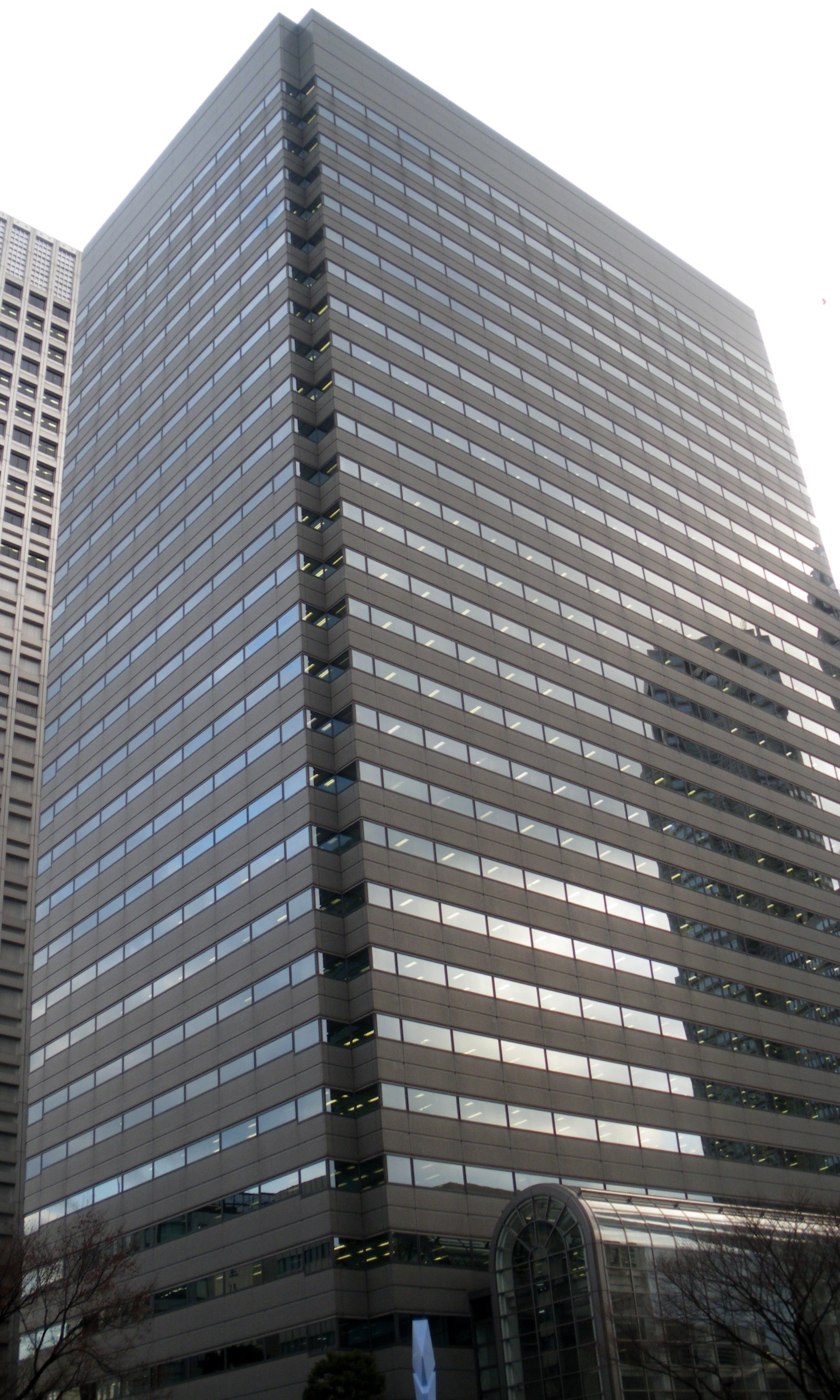
Shinjuku Monolith Building  (1990)
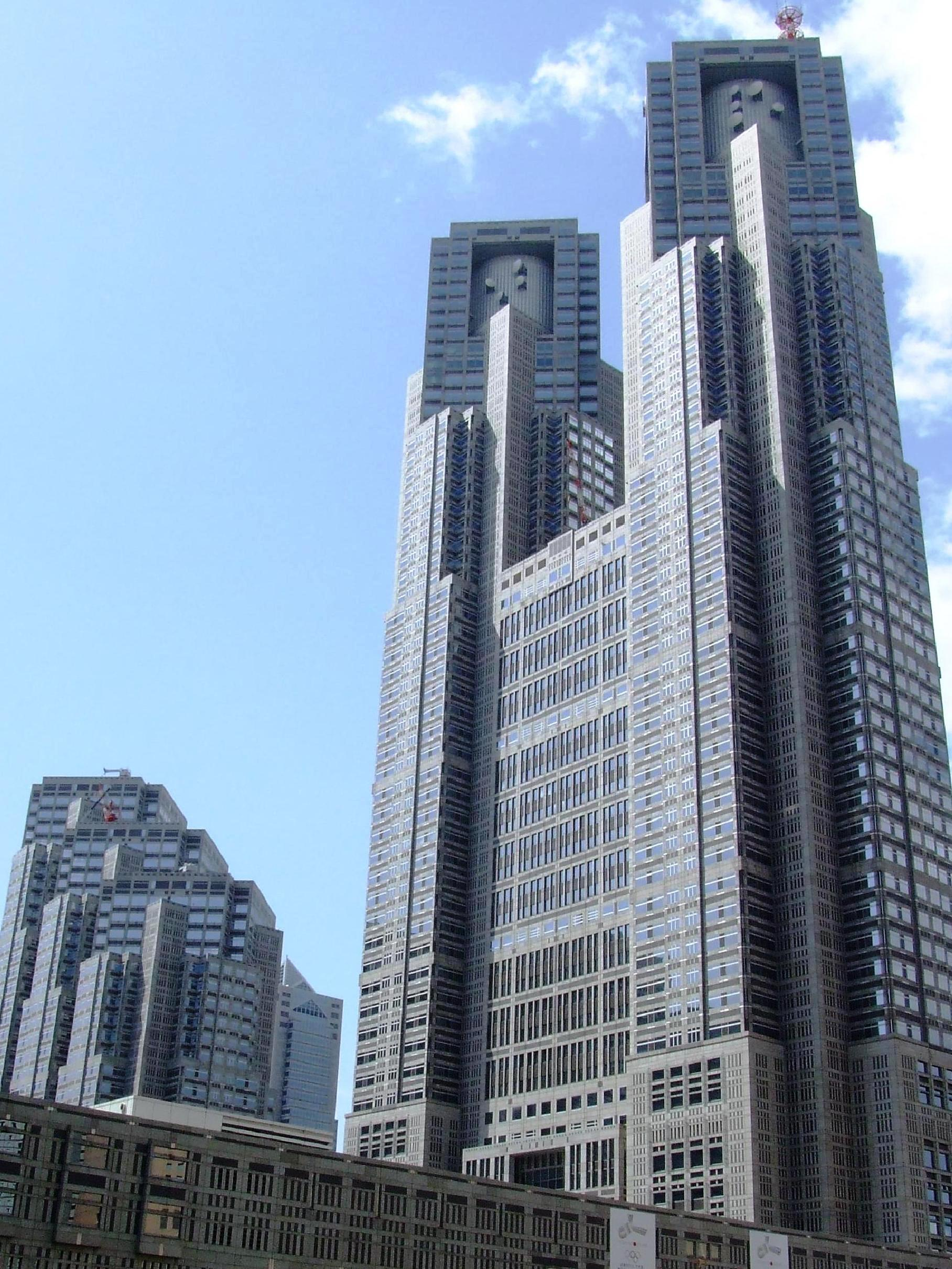
Tokyo Metropolitan Government Building (1991)
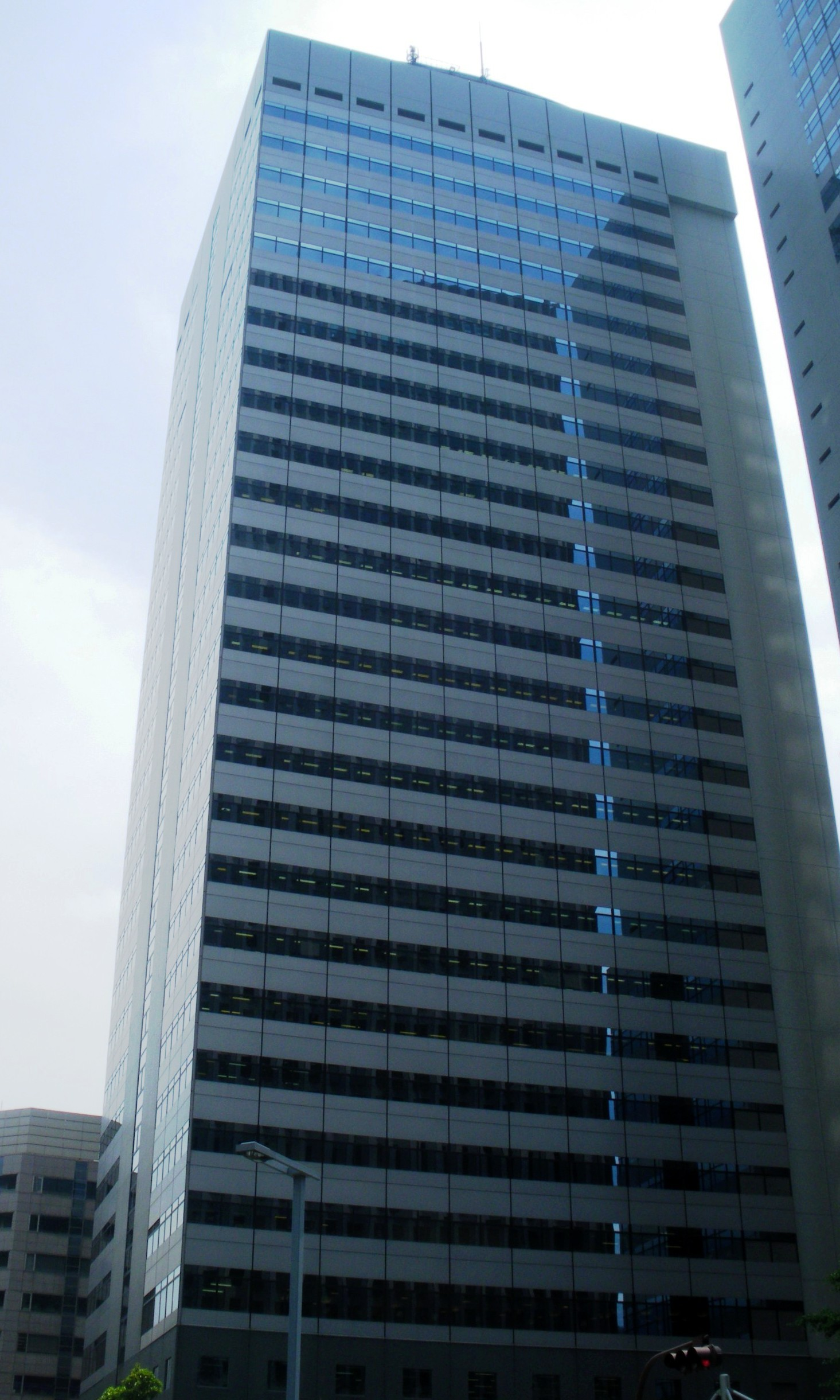
S-Tec Building (1992)
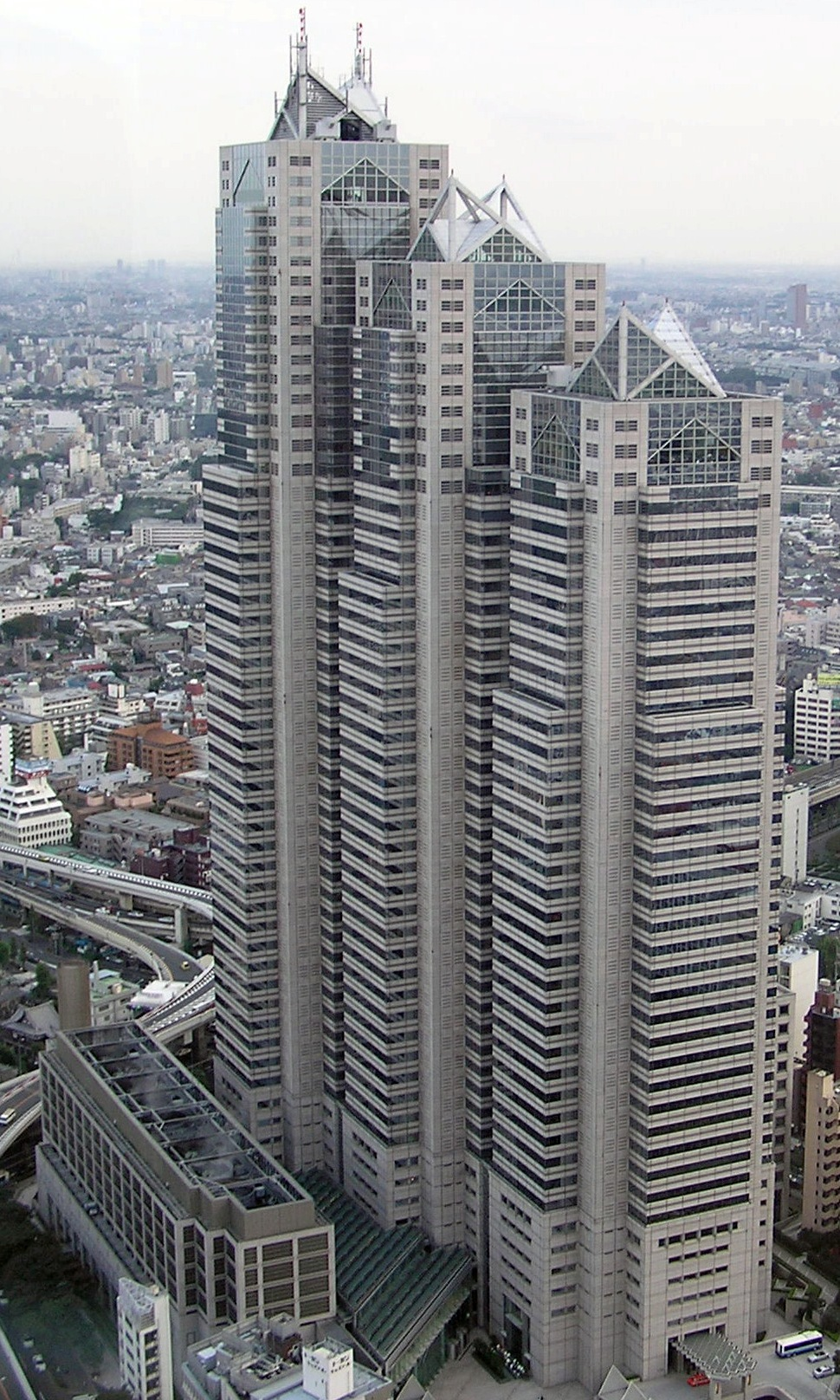
Shinjuku Park Tower (1994)
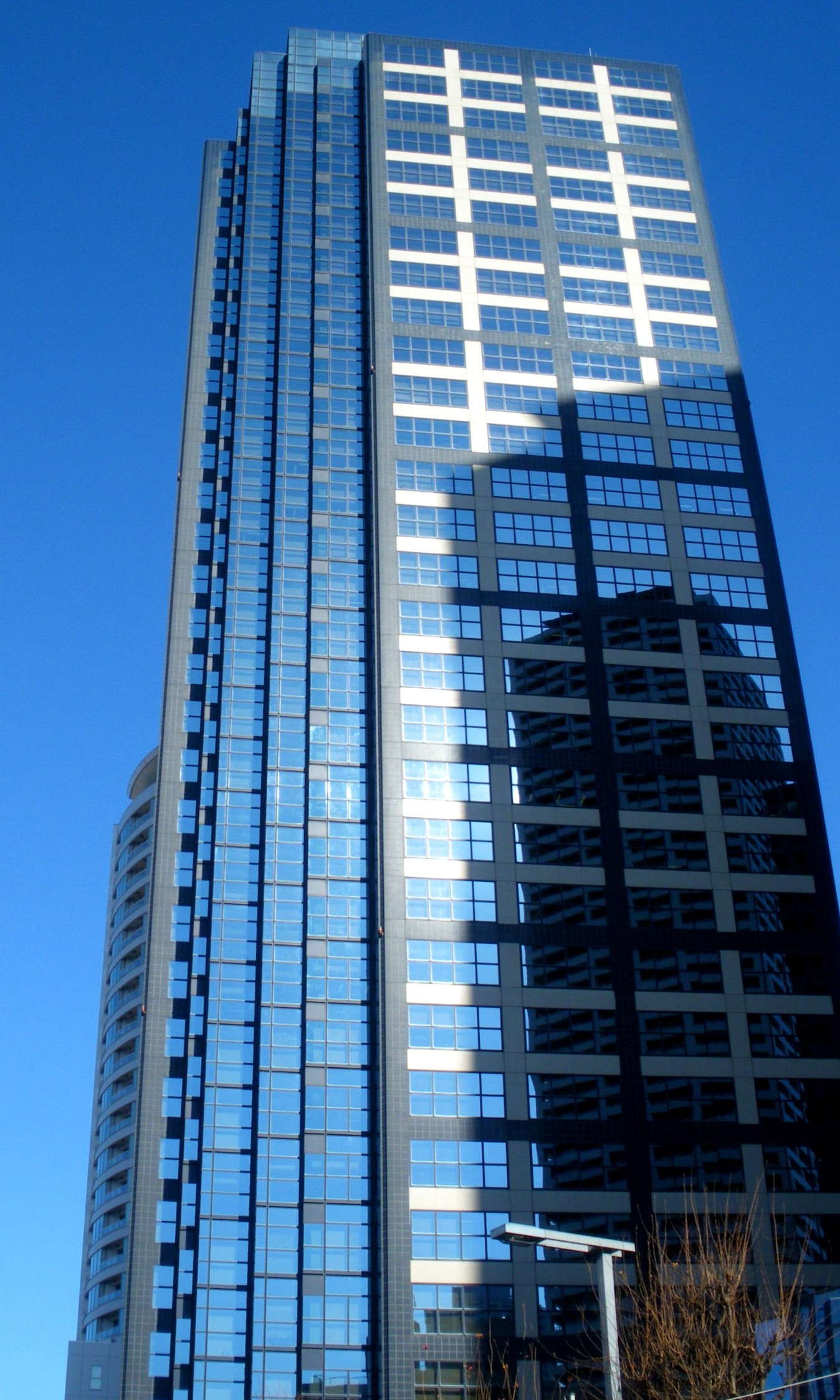
Shinjuku I-town Square (1994)
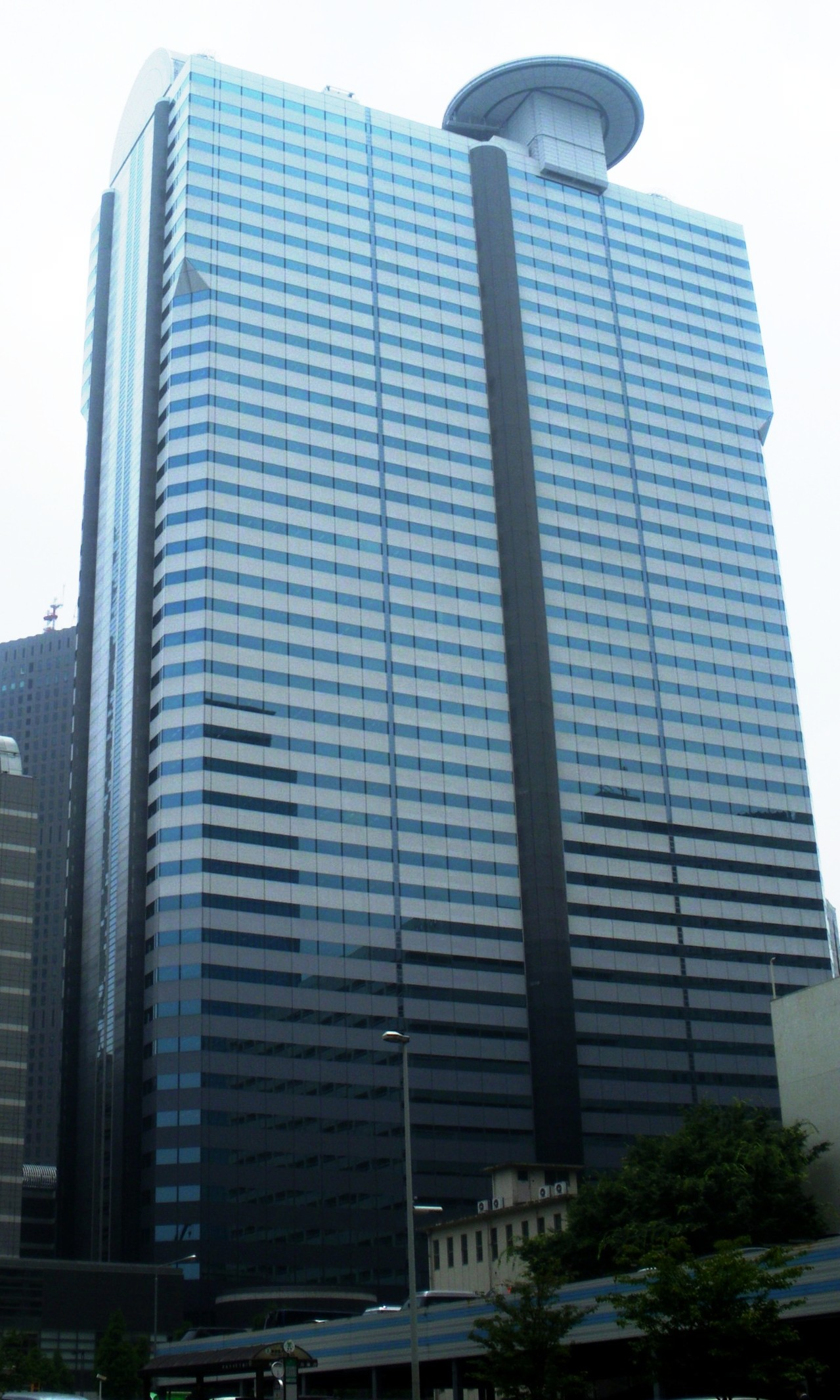
Shinjuku I-land Tower (1994)
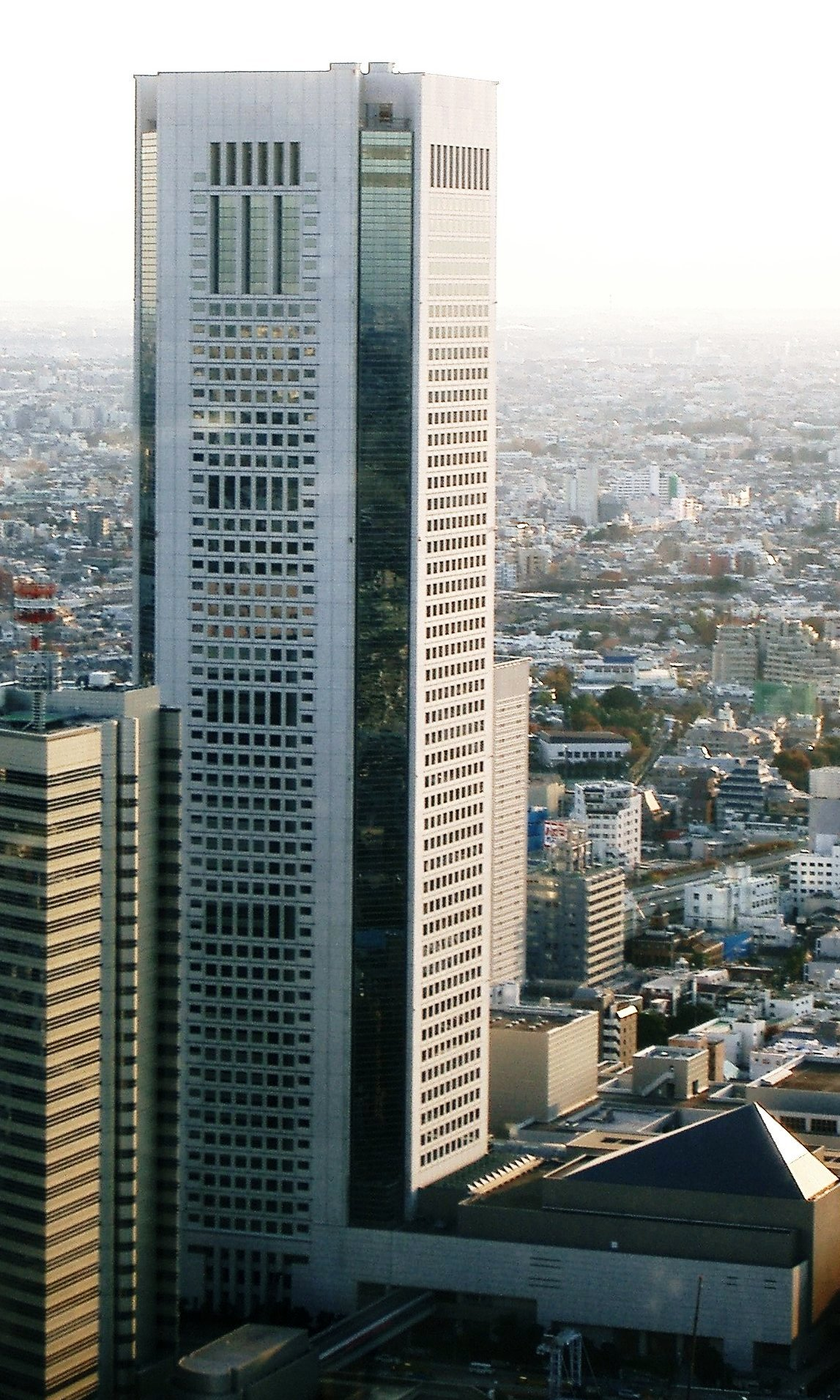
Tokyo Opera City Tower (1996)
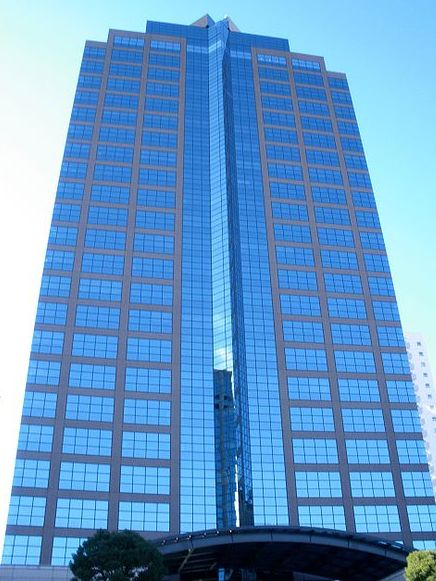
Nishi-Shinjuku Mitsui Building (1999)
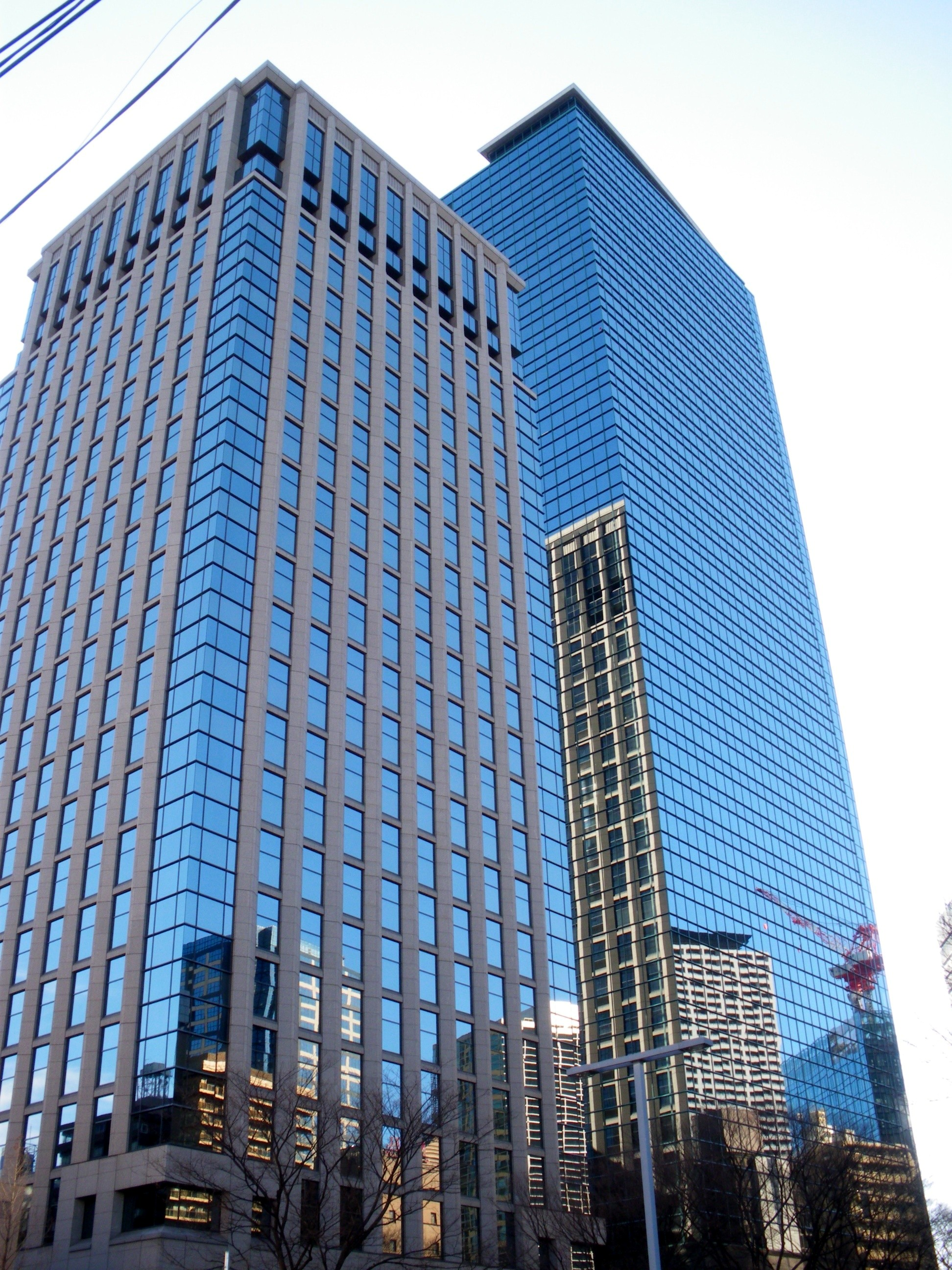
Shinjuku Oak City (left：2002, right:2003)
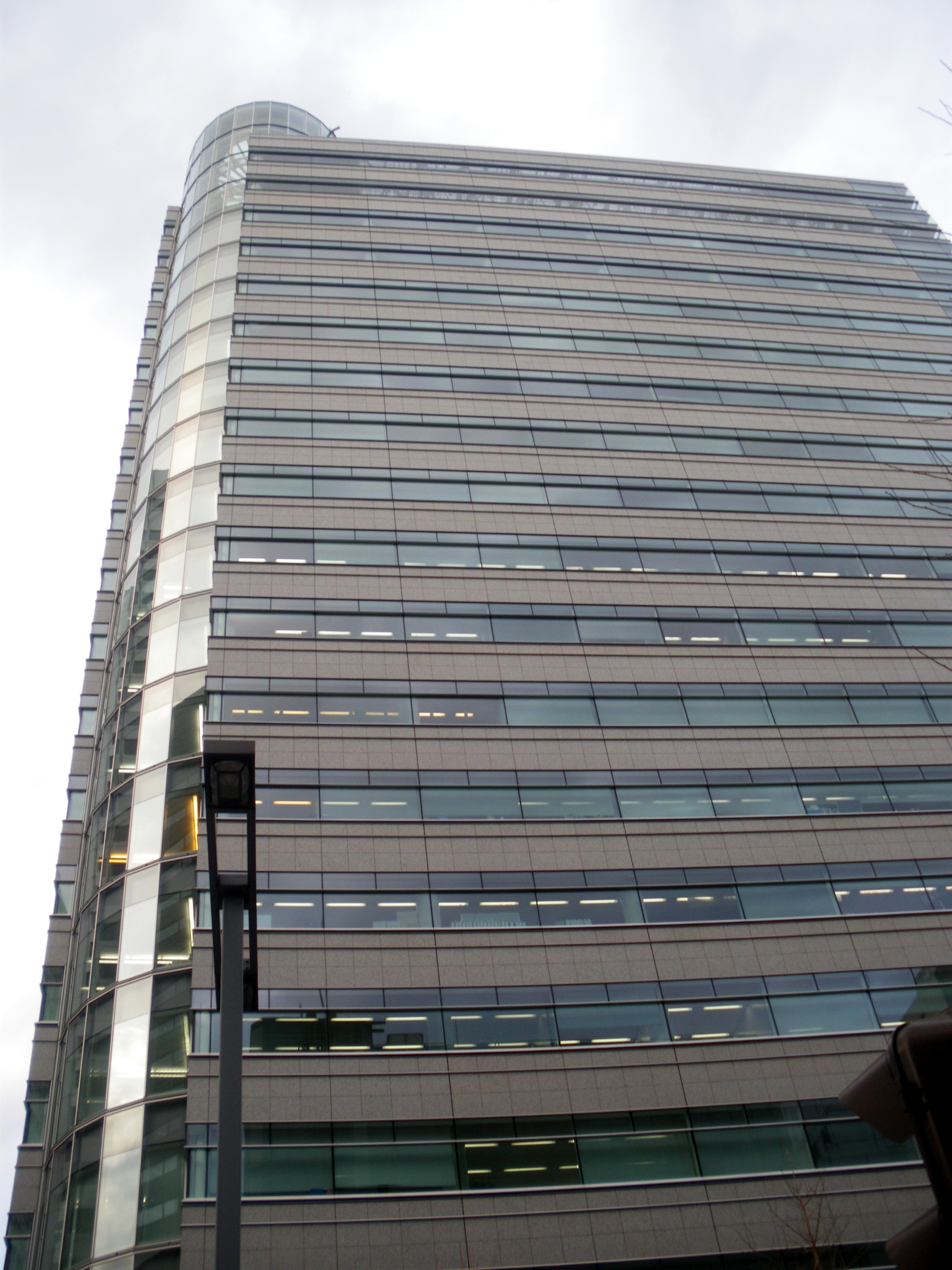
Shinjuku First West (2003)
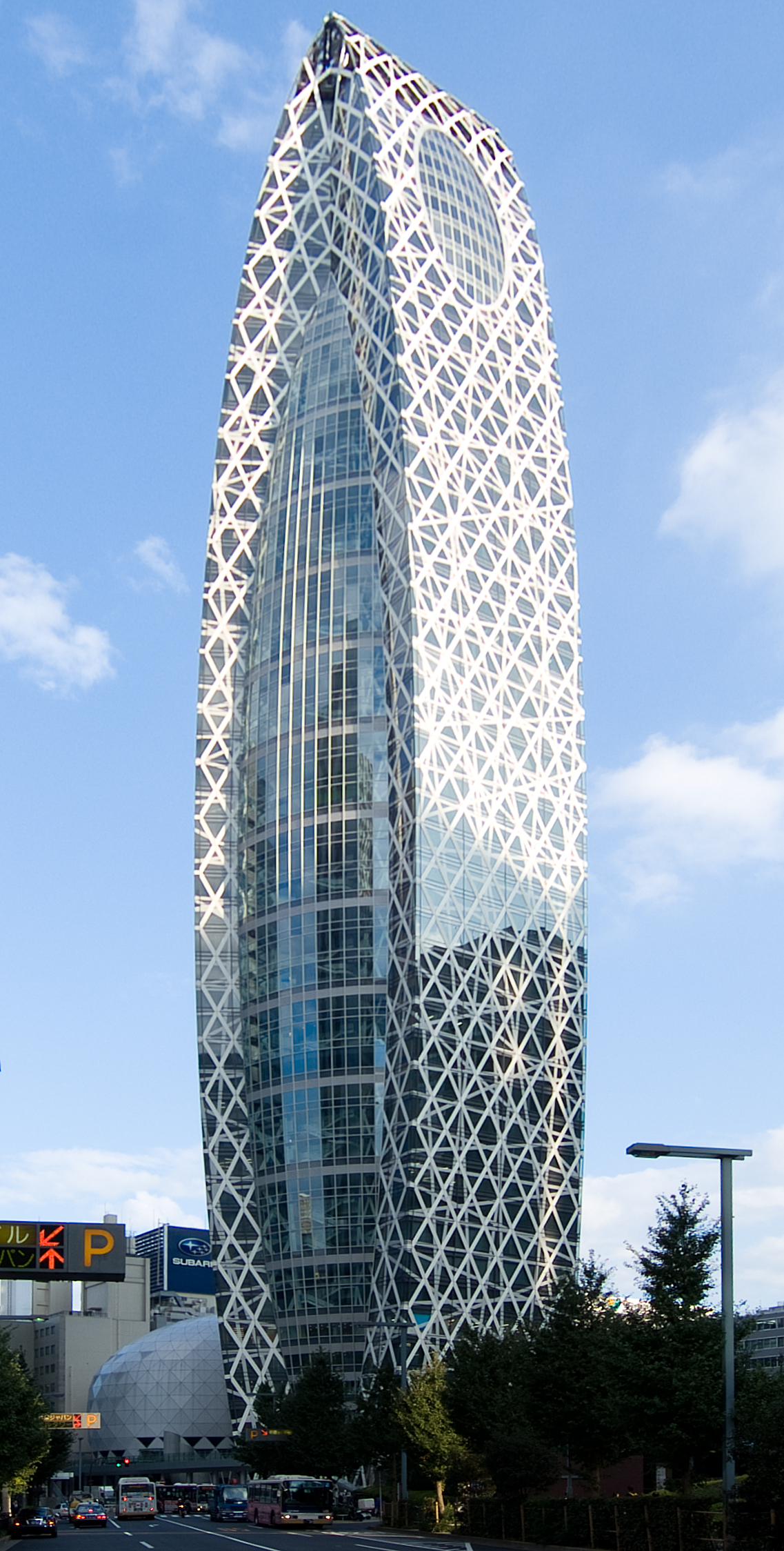
Mode Gakuen Cocoon Tower (2008)